# Som els Miller
Som els Miller (títol original en anglès: We're the Millers) és una pel·lícula estatunidenca de comèdia del 2013 dirigida per Rawson Marshall Thurber i protagonitzada per Jennifer Aniston, Jason Sudeikis, Emma Roberts, Will Poulter i Ed Helms. El 4 de novembre de 2016 va ser emesa per Televisió de Catalunya, i, per tant, ha estat doblada i subtitulada al català.

## Argument
Un traficant d'estar per casa (Jason Sudeikis) contracta una família falsa per passar de contraban 1.400 lliures de marihuana de Mèxic a Colorado. El pla inclou a una cínica stripper (Jennifer Aniston) com la seva dona, una adolescent sense sostre (Emma Roberts) i un noi estúpid però generós (Will Poulter), com els seus fills.

## Repartiment
- Jason Sudeikis - David Clark / David Miller
- Jennifer Aniston - Sarah "Rose" O'Reilly / Sarah Miller
- Emma Roberts - Casey Mathis / Casey Miller
- Will Poulter - Kenny Rossmore / Kenny Miller
- Ed Helms - Brad Gurdlinger
- Kathryn Hahn - Edith Fitzgerald
- Nick Offerman - Don Fitzgerald
- Molly Quinn - Melissa Fitzgerald
- Ken Marí - Todd
- Thomas Lennon - Rick Nathanson
- Matthew Willig - One-Eye
- Mark L. Young - Scottie P.
- Tomer Sisley - Pau Chacon
- Luis Guzmán - Policia mexicà
- Laura Leigh - Kimberly / Boner Garatge
- Scott Adsit - Doctor

## Desenvolupament
La pel·lícula va estar en desenvolupament durant un parell d'anys a New Line Cinema. El 2006, es va anunciar la producció amb Steve Buscemi en el paper del traficant, però la realització de la cinta no va avançar. L'abril de 2012, diversos mitjans van donar la notícia que Jennifer Aniston i Jason Sudeikis estaven en negociacions per protagonitzar la pel·lícula. Al juliol del mateix any, es van unir al repartiment Emma Roberts, Will Poulter, Ed Helms i Kathryn Hahn.